# Isoletta
Isoletta is een plaats (frazione) in de Italiaanse gemeente Arce.